# محمد الناصر القليبي
محمد الناصر القليبي ولد في ديسمبر 1932 بتونس العاصمة، رسام ونحات تونسي. أقام بباريس. أقام طوال حياته الفنية معرضين شخصيين اثنين بتونس احتضنهما رواق الفنون الجميلة بتونس عامي 1968 و1970 وأقام أربعة بفرنسا وشارك هناك أيضا في تسعة معارض جماعية. وفي عام 2008 أقيم لأعماله معرض بدار الفنون بتونس. 

## وصلة خارجية
محمد الناصر القليبي : تجربة، تبحث لها عن بداية ونهاية